# 福爾卡峰

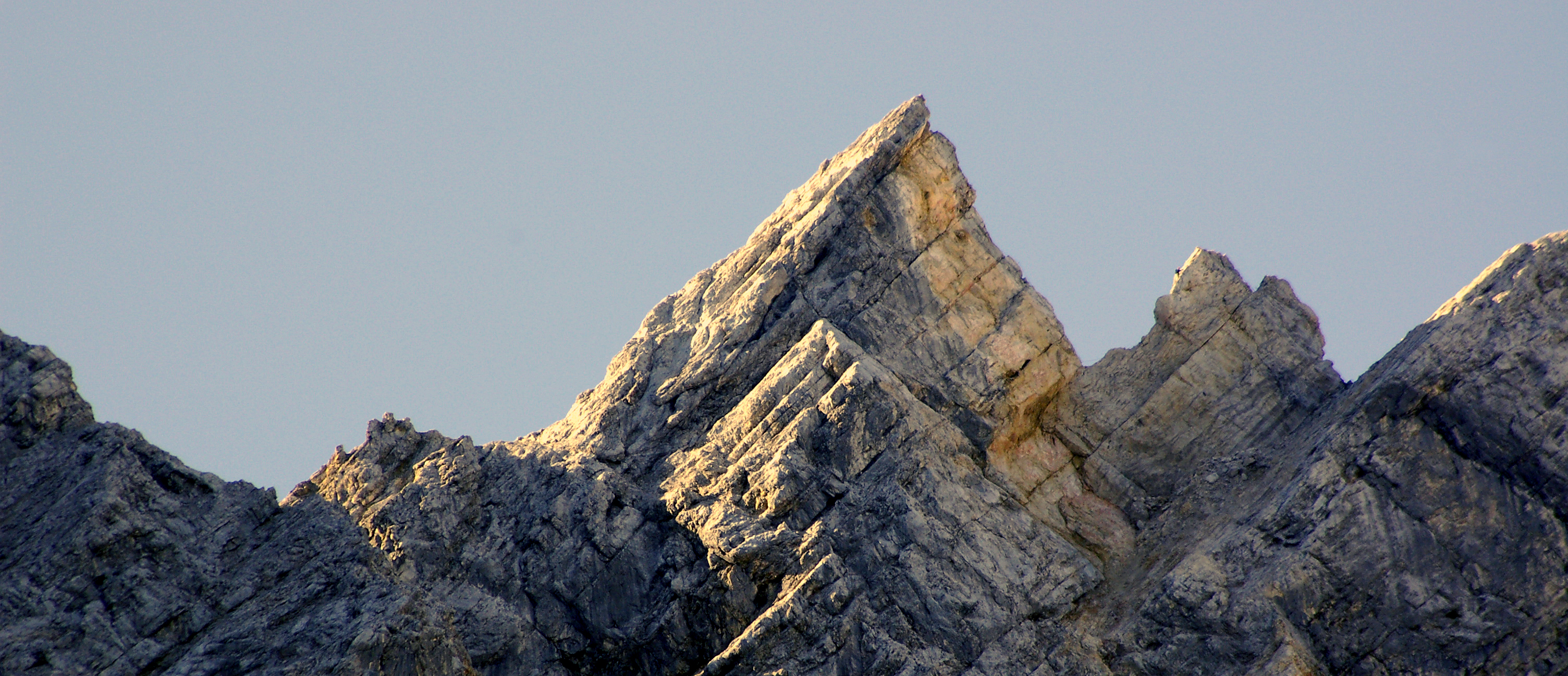

47°25′18″N 11°2′5″E / 47.42167°N 11.03472°E
福爾卡峰（德語：Vollkarspitze），是德國的山峰，位於該國東南部，由巴伐利亞負責管轄，屬於韋特施泰因山脈的一部分，海拔高度2,618米，每年平均降雨量1,666毫米。